# پائولا (فیلم ۲۰۱۶)
پائولا (انگلیسی: Paula) یک فیلم در ژانر درام و زندگی‌نامه‌ای به کارگردانی کریستین شوخو است که در سال ۲۰۱۶ منتشر شد. از بازیگران آن می‌توان به روکسان دوران، کارلا یوری، جوئل باسمن، و استنلی وبر اشاره کرد.
این فیلم دربارهٔ پائولا مودرزون-بکر نقاش آلمانی است.